# شيخ سامب
شيخ سامب (بالفرنسية: Cheikh Samb)‏ مواليد 22 أكتوبر 1984 في داكار، هو لاعب كرة سلة سنغالي. بدأ مسيرته الاحترافية في سنة 2005. تم اختياره من قبل فريق لوس أنجلوس ليكرز خلال الدرافت. يلعب مع فريق النادي الأهلي كلاعب وسط. يحمل الرقم 25. يبلغ طوله 7 قدم 1 بوصة (2.2 م).

## المسيرة الاحترافية
لعب مع ديترويت بيستونز في موسم 2007–2008، ثم لعب مع دنفر ناغتس في موسم 2008–2009، ثم لعب مع لوس أنجلوس كليبرز في سنة 2009، ثم لعب مع نيويورك نيكس في سنة 2009، ثم لعب مع ريال مدريد لكرة السلة في الدوري الإسباني في سنة 2009، ثم لعب مع النادي الأهلي في سنة 2011.

## إحصائيات المسيرة

### الموسم الاعتيادي
| السنة   | الفريق            | لعب | بدأ | دقيقة | ميداني% | ثلاثية | حرة  | ارتداد | صنع | استلاب | تصدي | نقطة |
| ------- | ----------------- | --- | --- | ----- | ------- | ------ | ---- | ------ | --- | ------ | ---- | ---- |
| 2007–08 | ديترويت بيستونز   | 4   | 0   | 7.8   | .750    | .000   | .500 | 1.8    | .0  | .3     | .5   | 1.8  |
| 2008–09 | دنفر ناغتس        | 6   | 0   | 4.0   | .154    | .000   | .000 | 1.5    | .2  | .3     | .8   | 0.7  |
| 2008–09 | لوس أنجلوس كليبرز | 10  | 0   | 5.1   | .250    | .000   | .600 | 1.3    | .0  | .1     | .5   | 1.1  |
| 2008–09 | نيويورك نيكس      | 2   | 0   | 4.0   | .000    | .000   | .000 | 1.0    | .0  | .0     | .0   | 0.0  |
| المسيرة |                   | 22  | 0   | 5.2   | .250    | .000   | .444 | 1.4    | .0  | .2     | .5   | 1.0  |

## روابط خارجية
- شيخ سامب على موقع إن بي أي (الإنجليزية)
- شيخ سامب على موقع سبورتس رفرنس (الإنجليزية)
- شيخ سامب على موقع كرة السلة الأوروبية.كوم (الإنجليزية)
- شيخ سامب على موقع إي إس بي إن.كوم (الإنجليزية)
- شيخ سامب على موقع ريلجم (الإنجليزية)
- شيخ سامب على موقع بروبوليرز (الإنجليزية)
- شيخ سامب على موقع سبورتس رفرنس (الإنجليزية)